# 高昭仪
高昭仪（?—?），中国南北朝南朝陈后主陈叔宝的妃嫔，封为昭仪。
高昭仪生陈叔宝第二子陈嶷，后来又生陈叔宝第四女广德公主。陈嶷被封为南平王。祯明三年（589年）正月，陈嶷、广德公主随父亲陈叔宝归顺隋朝，入长安。广德公主嫁给了隋朝的晋王杨广。